# Manuel Ortega Morejón
Manuel Ortega Morejón (Jaén, 1833-Madrid, 1917) fue un médico y académico español.

## Biografía
Nació el 7 de octubre de 1833 en Jaén. Fue doctor en Medicina y miembro de número de la Real Academia Nacional de Medicina, además de autor y traductor de varias obras y colaborador de publicaciones periódicas como El Siglo Médico (1897-1899). Padre de José María Ortega Morejón, falleció en Madrid el 6 de marzo de 1917 y fue enterrado en el cementerio de San Justo.